# Drymoda digitata
Drymoda digitata är en orkidéart som först beskrevs av Johannes Jacobus Smith, och fick sitt nu gällande namn av Garay, Hamer och Emily Steffan Siegerist. Drymoda digitata ingår i släktet Drymoda och familjen orkidéer. Inga underarter finns listade i Catalogue of Life.